# 泰勒斯·托马斯
泰勒斯·韦恩·托马斯（英語：Tyrus Wayne Thomas，1986年8月17日—），美国职业篮球运动员，位置為大前鋒。
2006年參加NBA選秀以第一輪第四順位被波特蘭拓荒者選中，隨即被拓荒者送至芝加哥公牛，前者換回同輪第二順位的拉瑪庫斯·阿爾德里奇，後者則一同獲得維克特·卡亞帕及一個第二輪選秀權。
2009-10賽季被公牛送至夏洛特山貓。
2013-14賽季因傷勢離開NBA。
2014-15賽季，與曼菲斯灰熊簽下一份十天合約。

## 外部連結
- 泰勒斯·托马斯在fiba.basketball（英语）
- 泰勒斯·托马斯在NBA官網（英语）
- 泰勒斯·托马斯在NBA G聯盟官網（英语）
- 泰勒斯·托马斯在德國籃球甲級聯賽官網（德语）
- 泰勒斯·托马斯在Basketball-Reference.com（NBA）（英语）
- 泰勒斯·托马斯在Basketball-Reference.com（NBA G聯盟）（英语）
- 泰勒斯·托马斯在Sports-Reference.com（NCAA）（英语）
- 泰勒斯·托马斯在Eurobasket.com（球員）（英语）
- 泰勒斯·托马斯在Proballers（英语）
- 泰勒斯·托马斯在RealGM（球員）（英语）